# Aphaereta excavata
Aphaereta excavata är en stekelart som beskrevs av Mccomb 1960. Aphaereta excavata ingår i släktet Aphaereta och familjen bracksteklar. Inga underarter finns listade i Catalogue of Life.